# Doug - Il film
Doug - Il film (Doug's 1st Movie) è un film d'animazione del 1999 diretto da Maurice Joyce, realizzato da Jumbo Pictures e distribuito da The Walt Disney Company basato sulla serie animata Doug, uscito nelle sale americane il 26 marzo 1999 e in Italia il 4 giugno 1999.

## Trama
Doug deve risolvere il mistero del mitico mostro della città di Bluffington. Ha anche un altro dilemma che risulta molto facile: salvare il mostro del Lago di Fortunpapero dall'inquinamento ed invitare l'amata Patty Maionese al ballo scolastico, prima che lo faccia l'odiato avversario Guy.

## Personaggi
- Doug
- Patty Maionese